# Guanay
Guanay ist eine Landstadt im Departamento La Paz im südamerikanischen Andenstaat Bolivien.

## Lage im Nahraum
Guanay ist der zentrale Ort des Kanton Guanay im Municipio Guanay in der Provinz Larecaja. Die Ortschaft liegt am rechten Ufer des Río Mapiri in einer Höhe von 420 m nahe der Mündung des Río Tipuani, der vom Nordhang des Illampú nach Nordosten fließt. Beide Flüsse vereinigen sich wenige Kilometer flussabwärts mit dem Río Coroico und bilden dann den Río Kaka, der bei Puerto Pando in den Río Beni fließt.

## Geographie
Guanay liegt nordöstlich des Titicaca-Sees am Ostrand der Anden-Gebirgskette der Cordillera Real im Tiefland des Río Beni, einem der wichtigen Flüsse des Amazonas-Tieflandes.
Die mittlere Durchschnittstemperatur der Region liegt bei etwa 26 °C, der Jahresniederschlag beträgt etwa 1450 mm (siehe Klimadiagramm Caranavi). Die Region weist keinen ausgeprägten Temperaturverlauf auf, die Monatsdurchschnittstemperaturen schwanken nur unwesentlich zwischen 23 °C im Juni und Juli und 27 °C von November bis Januar, und auch die Tages- und Nachttemperaturen weisen nur geringe Schwankungen auf. Die Monatsniederschläge liegen zwischen unter 50 mm in den Monaten Juni und Juli und über 200 mm von Dezember bis Februar.

## Verkehrsnetz
Guanay liegt in einer Entfernung von 230 Straßenkilometern nördlich von La Paz, der Hauptstadt des gleichnamigen Departamentos.
Von La Paz führt die teilweise asphaltierte Nationalstraße Ruta 3 in nordöstlicher Richtung 160 Kilometer über Cotapata bis Caranavi, von dort zweigt die unbefestigte Ruta 26 ab, die nach 70 Kilometern Guanay erreicht und weiter nach Mapiri und Apolo führt.

## Bevölkerung
Die Einwohnerzahl der Ortschaft hat sich in den vergangenen beiden Jahrzehnten nur unwesentlich verändert:
| Jahr | Einwohner | Quelle       |
| ---- | --------- | ------------ |
| 1992 | 3 886     | Volkszählung |
| 2001 | 3 890     | Volkszählung |
| 2012 | 4 165     | Volkszählung |
| 2024 |           | Volkszählung |

Aufgrund der historischen Zuwanderung weist die Region einen nicht unwesentlichen Anteil an Aymara-Bevölkerung auf, im Municipio Guanay sprechen 32,0 Prozent der Bevölkerung Aymara und nur 14,7 Prozent Quechua.